# Gare de Mormant
La gare de Mormant est une gare ferroviaire française de la ligne de Paris-Est à Mulhouse-Ville, située sur le territoire de la commune de Mormant, dans le département de Seine-et-Marne en région Île-de-France.
La station est mise en service le 9 février 1857 par la compagnie des chemins de fer de l'Est, lorsqu'elle ouvre à l'exploitation la section de Nogent - Le Perreux à Nangis. C'est aujourd'hui une gare de la Société nationale des chemins de fer français (SNCF) desservie par les trains du réseau Transilien Paris-Est (ligne P).

## Situation ferroviaire

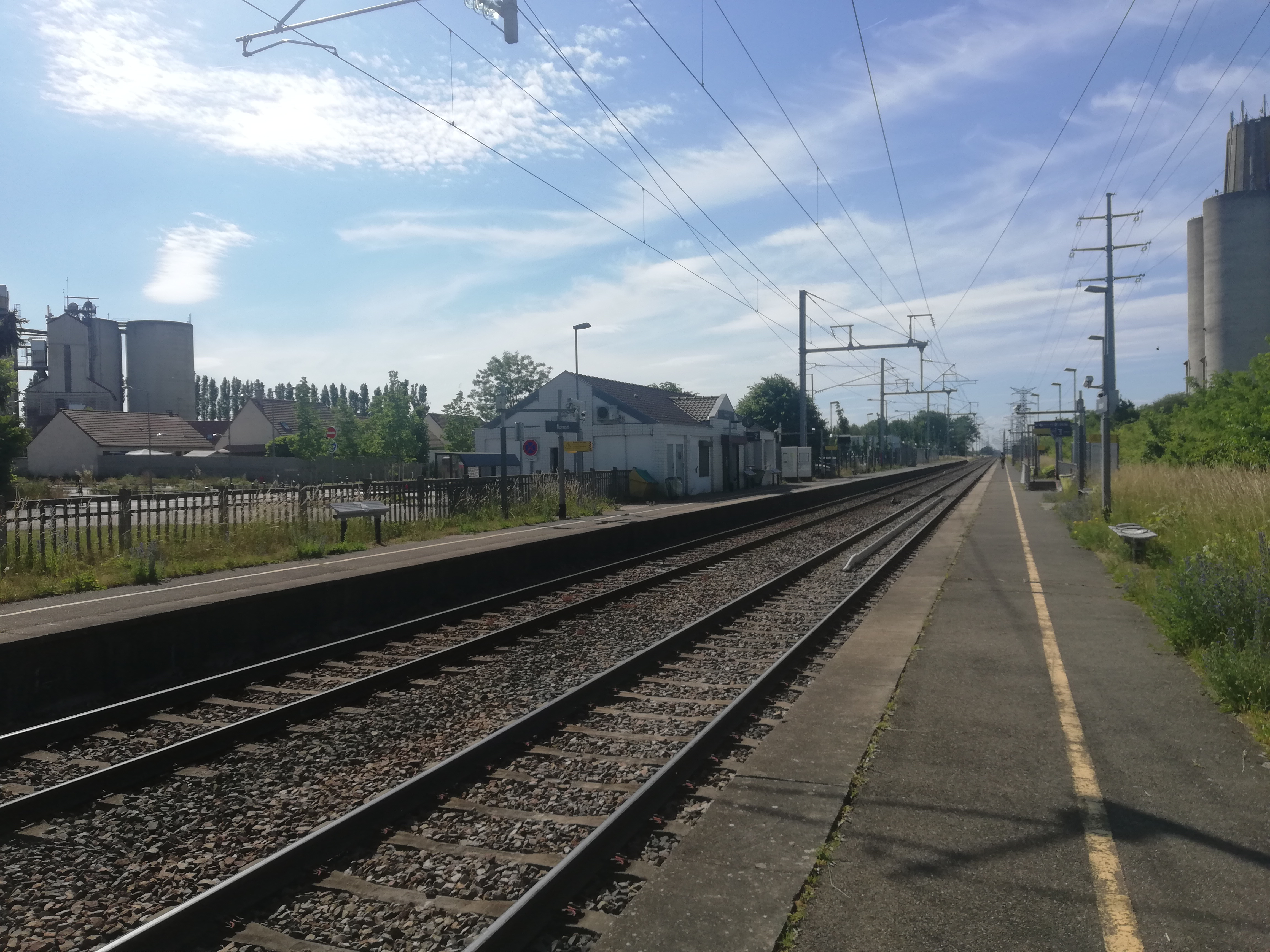
Vue des quais en direction de Paris.

Établie à 106 m d'altitude, la gare de Mormant se situe au point kilométrique (PK) 58,302 de la ligne de Paris-Est à Mulhouse-Ville, entre les gares ouvertes de Verneuil-l'Étang et de Nangis.

## Histoire

### Première gare

#### 1857 - 1936: ligne de Paris à Mulhouse

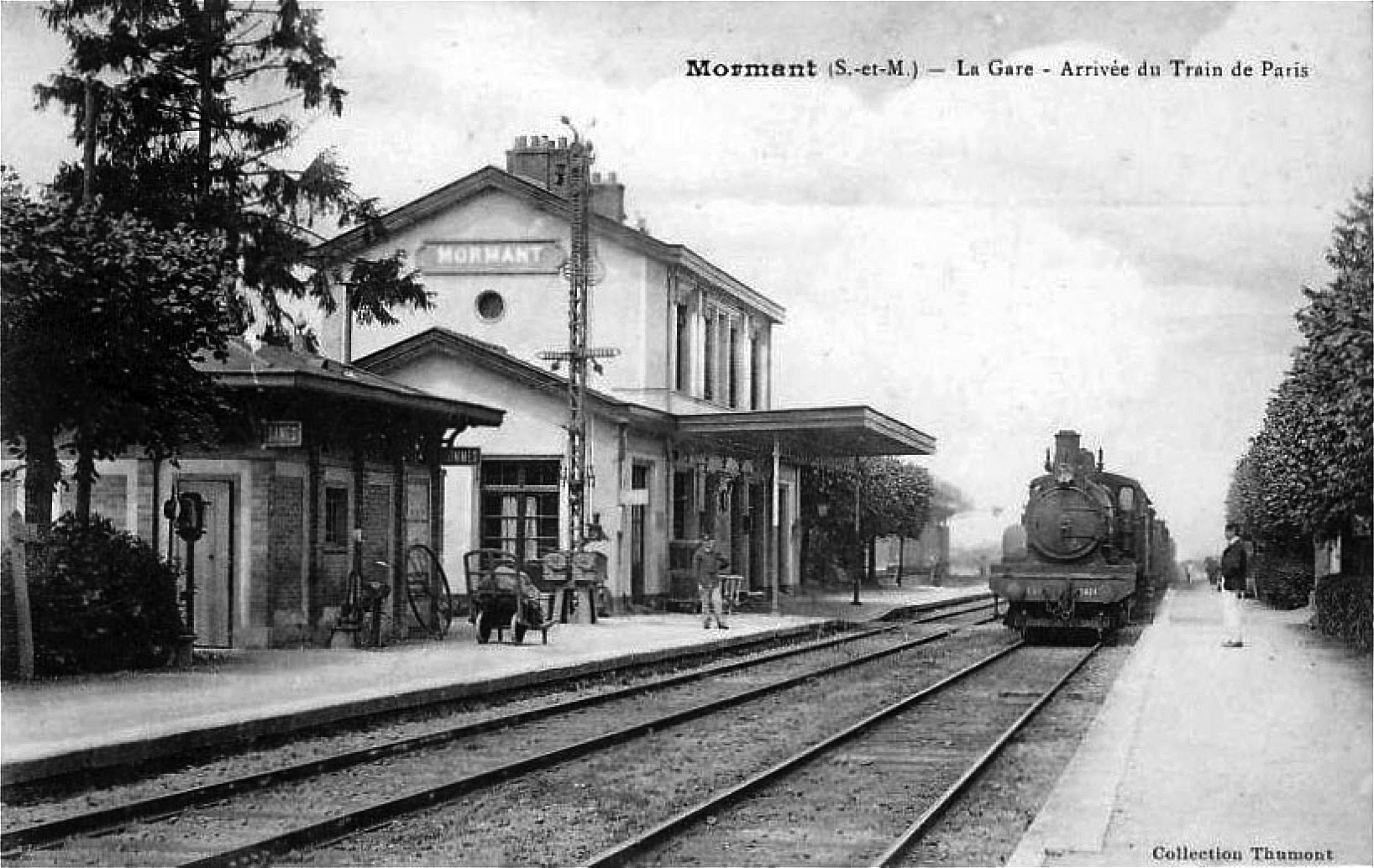
L'intérieur de la gare avec l'ancien bâtiment voyageurs, vers 1900.

La compagnie des chemins de fer de l'Est met en service la station de Mormant lors de l'ouverture au service commercial, le 9 février 1857, de la section de Nogent - Le Perreux à Nangis. Cette section est ouverte avec une seule voie, la deuxième n'étant mise en service que le 23 avril 1857.
En 1866, le prix des places pour Paris au départ de la station est de 5,95 fr en première classe, 4,40 fr en deuxième classe et 3,20 fr en troisième classe. En 1877, les tarifs passent à 6,50 fr en première classe, 4,80 fr en deuxième classe et 3,50 fr en troisième classe pour une distance de 59 km de la capitale. Mormant disposait à l'époque d'un omnibus qui reliait la gare de cette dernière à celle de Melun, qui permettait d'avoir accès à la ligne de Paris-Lyon à Marseille-Saint-Charles.
En 1936, la gare est desservie par un service de banlieue dont le dernier arrêt est la gare de Longueville. Durant la période d'hiver, à Mormant, les voyageurs disposent de sept aller-retour chaque jour ouvrable.

#### 1936 - 1976: fermeture de la gare

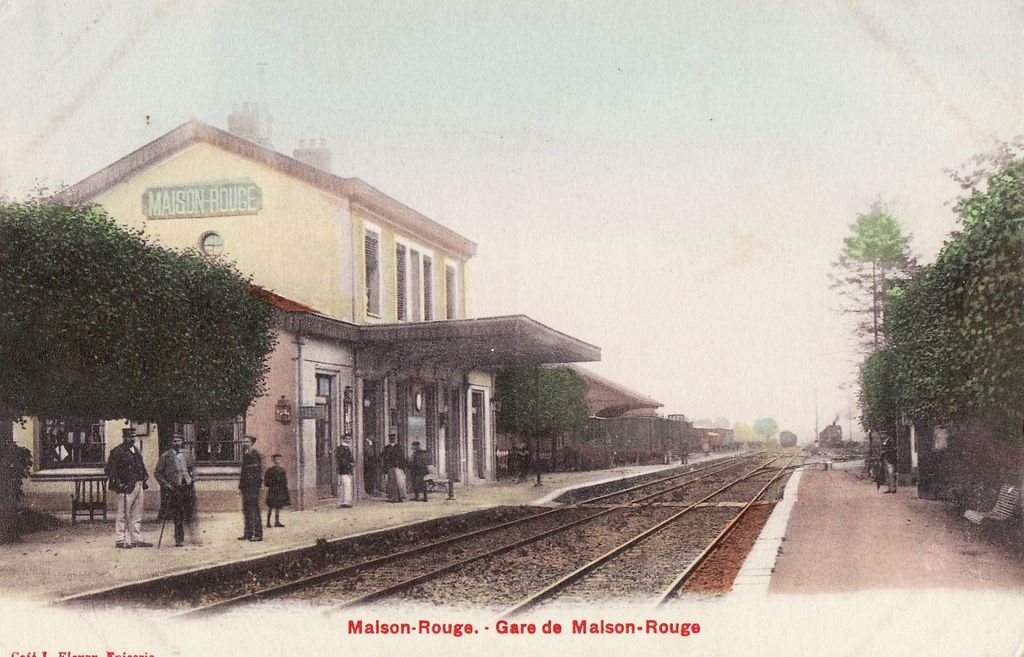
Ancienne gare de Maison-Rouge.

Depuis le début du siècle, la multiplication de l'utilisation des transports routiers entraîne la fermeture de nombreuses lignes secondaires en Seine-et-Marne comme celles des tramways départementaux et la ligne de Flamboin-Gouaix à Montereau ou des tronçons peu fréquentés de lignes comme ceux de certaines sections de la ligne de Paris-Bastille à Marles-en-Brie et de la ligne de Gretz-Armainvilliers à Sézanne. De plus, l'arrivée de bus de plus en plus performants donne le coup de grâce à ces petites lignes. En effet, la nouveauté, l'impression de vitesse, le confort, la proximité des arrêts contrairement aux gares qui se situent souvent très loin des centres-villes, font qu'une grande partie des voyageurs abandonnent le train pour les bus.
Après la Seconde Guerre mondiale, ces fermetures touchent aussi la ligne de Paris à Mulhouse, entre Paris et Longueville. Les gares qui ne sont pas assez rentables, nombreuses près de Mormant, ferment : Villepatour-Presles, Ozouer-le-Voulgis, Grandpuits, Rampillon et Maison-Rouge.
Mormant « perd » également sa gare, à la même époque, en raison de sa trop faible fréquentation : elle ne devient plus rentable pour la SNCF. Sa date de fermeture n'est pas connue ; cependant, elle se situe entre 1937, où il est fait mention d'un chef de gare, et avant les années 1970, avant les plaintes des habitants de la commune. D'après René-Charles Plancke dans son livre Chemin de fer de Seine et Marne, en 1976, la gare est déjà fermée depuis plusieurs années. Il déclara que la gare est fermée presque cinquante ans avant sa réouverture en 1989.

### Seconde gare

#### 1976 - 1989: volonté de rouvrir de la gare
Durant les années suivant la fermeture de la gare, le mécontentement de la population locale à ce sujet, commence à être remarqué, d'autant plus que la commune grandit de façon relativement importante. Alors qu'en 1856, elle comptait 1 107 habitants, en 1975, elle atteint 2970 Mormantais et cet accroissement se poursuit par la suite.
En 1976, la fermeture de la gare au trafic voyageurs depuis déjà quelques années suscite une pétition nommée « Mormant ne doit pas mourir » ; elle recueille près de 1 500 signatures. Marc Bareyre, conseiller général à cette époque, devant cette demande de plus en plus importante, fait une démarche auprès du président de la République afin qu'il puisse user de son autorité pour que la SNCF revienne sur sa décision de la fermer et qu'elle soit remise en service. La réouverture est difficile à obtenir.

#### 1989 - 1999: réouverture de la gare et modernisation

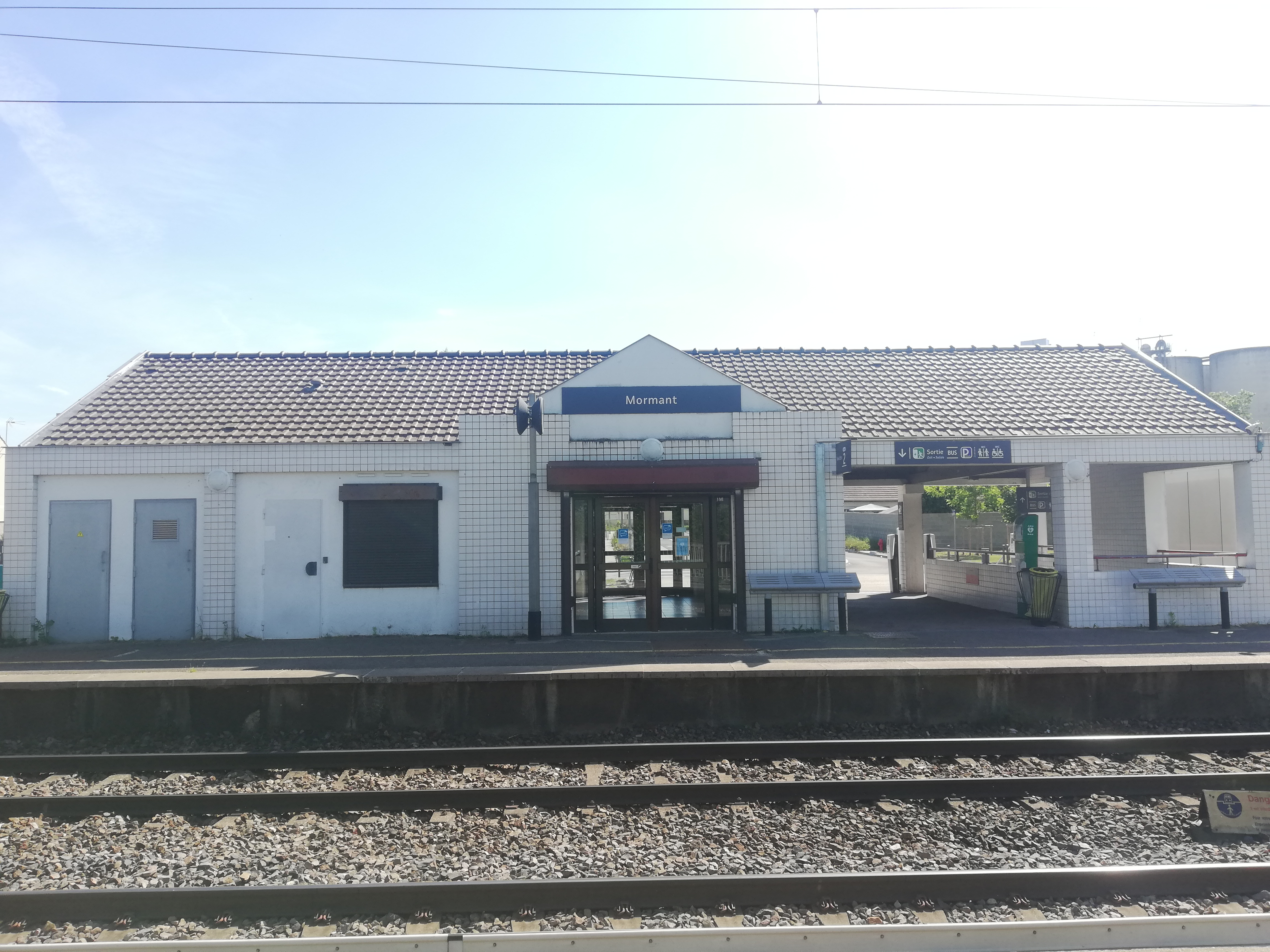
Nouvelle gare de Mormant.

La requête est acceptée et la gare rouvre le 28 mai 1989 avec un nouveau bâtiment voyageurs, plus petit et plus moderne, situé au même emplacement que le précédent. À cette époque, la gare est desservie le matin par deux trains à destination de Paris.
Début janvier 1990, sa desserte est légèrement améliorée et elle bénéficie d'une troisième desserte le matin, à 7 h 05 pour Paris, au détriment de la gare de Gretz-Armainvilliers. Cette modification met cependant en colère, les habitants de Gretz qui perdent une desserte directe pour Paris.
L'ouverture de la gare de Mormant fait partie du vaste projet de modernisation du tronçon Gretz - Provins, qui comporte, entre autres, dans le cadre du contrat État-Région, la création de deux voies d'évitement entre Roissy-en-Brie et Émerainville et l'amélioration de la section de Longueville à Provins.
En 1999, le label Transilien est créé et intègre, en 2001, la gare de Mormant à la ligne J puis, en 2004, à la ligne P en raison d'une nouvelle nomenclature.

#### 1999 - 2007: stagnation de la gare
Entre 2000 et 2008, la desserte de la commune reste malcommode. Dès 2001, les voyageurs sont très mécontents des retards de la ligne ainsi que du « convoi » polluant.
En 2003, une nouvelle rame rénovée est mise en place mais en avril, un convoi de 20 h 12 est parti avec quarante-cinq minutes de retard ce qui a provoqué la colère des usagers. Ils créent alors une association, baptisée avec humour « RaslebolSncf », pour protester contre la dégradation des conditions de transport. En 2004, les usagers posent un ultimatum : « Si nous n'obtenons pas de train de remplacement en cas de panne, nous tirerons systématiquement le signal d'alarme d'un Corail grandes lignes ! ». L'électrification prévue entre 2006 et 2007, n'est pas réalisée et est abandonnée en 2004.
La gare est fréquentée par 453 voyageurs par jour en 2004 ; elle augmente légèrement en 2008 en passant à 480 voyageurs par jour. Cependant, la gare de Mormant reste la moins fréquentée des gares de la ligne Paris-Provins, et le troisième arrêt le moins utilisé, après les haltes de Sainte-Colombe-Septveilles et Champbenoist - Poigny. Cette fréquentation est faible par rapport à celle de Verneuil-l'Étang qui est de 683 voyageurs par jour en 2008, alors que la commune est plus petite. Cette plus faible utilisation de la gare peut s'expliquer en partie par un réseau moins dense de correspondance par bus. En effet, alors que les gares de Provins, Verneuil-l'Étang et Nangis disposent du réseau de bus Seine-et-Marne Express desservant la gare au minimum toutes les heures, Mormant possède des lignes de bus ayant une desserte plus squelettique ce qui n'incite pas les habitants des communes environnantes à aller en gare de Mormant, mais plutôt dans les autres villes des environs.

#### À partir de 2007: modernisation
Dès 2007, la gare de Mormant connaît quelques améliorations importantes. Elles commencent le 1er juillet 2007, avec la suppression par le Syndicat des transports d'Île-de-France (STIF) des deux zones tarifaires extérieures, ce qui a pour conséquence de faire passer la gare de Mormant de la zone 7 à la zone 6.
La multiplication des plaintes des voyageurs de Mormant incite la SNCF à effectuer de nombreuses modifications. Longtemps assurée par des éléments automoteurs doubles (EAD), la desserte de la gare avait été reprise en 2004 par des RIB/RIO tractées par des BB 67400. Depuis le 2 février 2008, ces rames vieillissantes sont progressivement remplacées par des automoteurs bi-mode B 82500, dits « Bibi ».
Depuis le 13 décembre 2009, la desserte de Mormant sur la relation Paris - Provins est cadencée toute l'année à la demi-heure aux heures de pointe et à l'heure aux heures creuses et le week-end, permettant la circulation de trente-trois trains supplémentaires par semaine dans la gare. Tous les trains partent et aboutissent à Paris-Est et sont rendus directs depuis ou jusqu'à Verneuil-l'Étang, à la suite du prolongement des navettes Gretz-Armainvilliers - Provins et à la suppression de la desserte de la gare de Gretz-Armainvilliers. Pour les Provinois, le gain de temps est d'environ dix minutes.
Le 1er juillet 2011, la gare est reclassée en zone 5 à la suite de la suppression de la zone 6.
En 2020, selon les estimations de la SNCF, la fréquentation annuelle de la gare est de 249 029 voyageurs. Ce nombre s'est élevé à 455 346 en 2019, à 447 454 en 2018, à 444 280 en 2017, à 431 778 en 2016 et à 417 233 en 2015.

## Service des voyageurs

### Accueil
Gare SNCF du réseau Transilien, elle offre divers services. Elle dispose, notamment, d'une présence commerciale du lundi au vendredi allant 5 h 40 à 12 h 45, relativement restreinte cependant par rapport aux autres gares de la ligne — La gare est fermée les week-ends et les jours fériés — et est équipée de distributeurs automatiques de billets Transilien, situés devant le bâtiment, qui est équipé de trois bornes de validation des cartes et tickets.
Elle offre également des aménagements et services pour les personnes à mobilité réduite[réf. nécessaire].
À l'intérieur de la gare, pour que les utilisateurs de la ligne patientent, des bancs sont à leur disposition, avec une Work & Station permettant la recharge des appareils ainsi que de nombreuses brochures. Il y a également des abris semi-fermés sur les quais. Deux d'entre-eux sur le quai en direction de Paris disposent de bornes USB pour la recharge également.
Le Wi-Fi est disponible dans la gare.

### Desserte
La gare est desservie par les trains de la ligne P du Transilien (réseau Paris-Est) assurant la relation Paris-Est - Provins. Les trains de cette ligne desservent, entre autres, les communes de Provins, Poigny, Sainte-Colombe, Longueville, Nangis, Verneuil-l'Étang et Paris. En semaine, les trains arrivent dans la gare de 7 h 23 à 23 h 23 depuis Paris et les trains en partent de 7 h 52 à 23 h 25 depuis Provins. La fréquence des circulations est d'un train toutes les 30 minutes durant les heures de pointe, sinon d'un train toutes les heures.

### Intermodalité
Un parc relais de 344 place de stationnement, ainsi qu'un abri à vélo d'une vingtaine de places, un dépose-minute sont aménagés en 2019. Ces aménagements, d'un coût de 2,6 millions d'euros, qui devrait comprendre également des abris à vélo sécurisés, ont permis de doubler l'offre de stationnement préexistante.
L'accès au parc relais est payant, mais la carte Navigo annuelle permet d'obtenir un badge d'accès gratuit pour les abonnés.
La gare est desservie par la ligne 3204 du réseau de bus Provinois - Brie et Seine et la ligne 3124 du réseau de bus du Pays Briard.

## Urbanisme

### Situation géographique

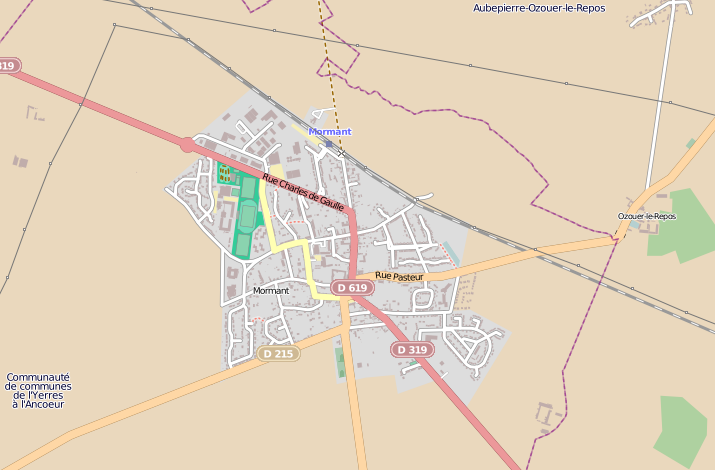
La gare est indiquée par le carré avec une grande partie de la commune.

La gare de Mormant se trouve au nord de la commune. Elle est située à 350 mètres du centre-ville.

## Projets
Un projet d'électrification entre la gare de Gretz et la gare de Troyes est prévu pour les objectifs de service 2015 - 2030 de la SNCF. La ligne serait électrifiée avec la partie Gretz-Armainvilliers - Troyes de la ligne Paris - Mulhouse. Cette opération est inscrite partiellement aux CPER des régions Champagne-Ardenne et Île-de-France. Les objectifs de ce projet sont la modernisation et l'amélioration de la qualité de l’offre sur les relations Paris – Provins (et Paris – Troyes).
La SNCF compte aussi installer des écrans du système d'informations Infogare de la gare de Verneuil-l'Étang à la gare de Provins ainsi que dans l'ensemble des gares Transilien P.